# Parathesis laxa
Parathesis laxa är en viveväxtart som beskrevs av Cyrus Longworth Lundell. Parathesis laxa ingår i släktet Parathesis och familjen viveväxter. Inga underarter finns listade i Catalogue of Life.